# Ulrich Leo
Ulrich Paul Ludwig Leo (* 28. Mai 1890 in Göttingen; † 4. Juli 1964 in Toronto, Kanada) war ein deutsch-kanadischer Romanist, insbesondere Italianist und Hispanist, und Literaturwissenschaftler.

## Leben und Werk
Ulrich Leo war der Sohn des Klassischen Philologen Friedrich Leo (1851–1914) und dessen Ehefrau Cécile, geb. Hensel (1858–1928). Die Familien beider Eltern waren jüdischer Herkunft, aber schon seit dem frühen 19. Jahrhundert evangelischer Konfession. Nach dem Tod des Vaters lebte die Familie in bescheidenen Verhältnissen, was durch die Wirtschaftskrise der 1920er Jahre noch verstärkt wurde.
Ulrich Leos Bruder Paul lebte als evangelischer Pfarrer in Osnabrück. 1938 musste er sein Amt niederlegen und wurde in den Ruhestand versetzt. Im November 1938 wurde er kurzzeitig verhaftet und floh nach seiner Freilassung nach Holland und später in die USA. Kurz vor einer ersten geplanten Reise nach Deutschland starb er 1958 an einem Herzinfarkt. Von seiner älteren Schwester Erika (1887–1949) ist bekannt, dass sie den Germanisten und Literarhistoriker Walther Brecht heiratete und in München lebte.
Nach Studium in Göttingen, Berlin und München (bei Karl Vossler) wurde Ulrich Leo 1914 in Göttingen bei Alfons Hilka über Die erste Branche des Roman de Renart promoviert. Er nahm am Ersten Weltkrieg teil (1914–1917), arbeitete am Thesaurus Linguae Latinae (1917–1918), und schlug dann die Bibliothekarslaufbahn ein. 1921 legte er die Diplom-Prüfung ab, arbeitete 1921/1922 in der Preußischen Staatsbibliothek und absolvierte 1922 ein Volontariat in Marburg. 1925 legte Leo die bibliothekarische Fachprüfung (zugleich mit dem Staatsexamen) ab und arbeitete danach bis 1927 als Bibliothekar in Marburg, 1927 in Greifswald und ab 1928 in Frankfurt.
An der Universität Frankfurt war er ab 1931 im Institut von Erhard Lommatzsch auch als Dozent für Romanische Philologie unter besonderer Berücksichtigung des Italienischen tätig. Nach zwei früheren Fehlversuchen (1920 in Tübingen, 1922 in Marburg) erhielt er hier am 15. August 1931 seine Habilitationsurkunde. Seine Habilitationsschrift trägt den Titel Antonio Fogazzaros Stil und der symbolistische Lebensroman; das Thema seines am 24. Juli 1931 gehaltenen Probevortrags lautete Dialektgeographie und romanische Sprachwissenschaft. Seine öffentliche Antrittsvorlesung hielt er am 4. November 1931 über das Thema „Luigi Pirandello als symbolischer Dichter“.
Ulrich Leo hatte im Oktober 1919 Helene Vageler (* 9. Juni 1893) geheiratet, die Tochter eines Rittergutpächters in Ostpreußen. In Marburg wurde 1925 ihr Sohn Thomas geboren, in Frankfurt 1930 der zweite Sohn, Gerhard. Die Familie lebte zunächst in Marburg, nach Leos Anstellung an der Universität Frankfurt zunächst dort und ab 1932 in Oberursel (Taunus).
Der Machtübergabe an die Nationalsozialisten machte die beruflichen Pläne Ulrich Leos zunichte. Trotz seines protestantischen Glaubens wurde er als angeblicher Jude unter das Gesetz zur Wiederherstellung des Berufsbeamtentums gestellt. Als früherer Frontkämpfer konnte er noch bis Ende 1935 als Bibliotheksrat in der Stadtbücherei Frankfurt am Main tätig sein. Dann wurde er in den Ruhestand versetzt. Er erhielt eine Pension, weshalb er trotz des Drängens seiner Frau die Auswanderung anfangs nicht mit Nachdruck verfolgte. 1937 ging er nach London und arbeitete dort an einem Wörterbuch des mittelalterlichen Lateins mit. Diese Arbeit war für ihn jedoch aufgrund seiner mangelnden englischen Sprachkenntnisse mühevoll, weshalb er sich in London nicht wohlfühlte. Er zog weiter nach Venezuela, wo er am 1. April 1938 in Caracas eine Stelle an der Bibliothek des „Ministerio de Relaciones Exteriores Caracas /Venezuela“ antrat.
Derweil wurde die Situation für die in Deutschland verbliebene Familie immer bedrohlicher. Im Zuge der Novemberpogrome 1938 wurde das Wohnhaus in Oberursel überfallen, was nun auch seine Frau zur Flucht bewog. Sie versteckte sich zunächst zusammen mit ihren beiden Söhnen im Wald von Oberursel und floh dann mit ihnen nach Holland. Die Söhne konnten dort die Quäkerschule Eerde besuchen, während die Mutter die Ausreise nach Venezuela betrieb. Die Familie lebte bald darauf in Venezuela wieder zusammen, doch war die finanzielle Situation für sie schwierig, da Ulrich Leo wegen der Emigration die kompletten Bezüge als deutscher Kriegsveteran gestrichen worden waren und sein Gehalt alleine zum Lebensunterhalt nicht ausreichte. Erst nach dem Ende des Zweiten Weltkrieges konnten die beiden Söhne zum Studium in die USA ausreisen.
Ulrich Leo ging 1945 an das William Penn College (heute William Penn University) in Oskaloosa, Iowa, und wechselte noch im selben Jahr auf eine Professur am Department of Italian and Hispanic Studies der Universität Toronto. Hier wurde er 1959 emeritiert.
Nach seiner Emeritierung übernahm Ulrich Leo im Sommersemester 1959 eine Gastprofessur in Bonn. Diese Reise belastete ihn psychisch. Er erkrankte und musste im gleichen Jahr noch zu einem Aufenthalt in die Klinik Hohe Mark in Oberursel. Nach dieser Auszeit ging er als Vertretungsdozent nach Jamaika. Im Sommersemester 1961 hielt er zwei Gastvorlesungen an der Freien Universität Berlin.
Ulrich Leo war bereits 1953 Wiedergutmachung nach dem Bundesentschädigungsgesetz für seine unterbrochene Laufbahn als Bibliotheksrat zuerkannt worden. Schwierigkeiten gab es allerdings, als er auch noch versuchte, einen Ausgleich für die finanziellen Verluste als vertriebener Hochschullehrer geltend zu machen. Der Dekan der Philosophischen Fakultät der Universität Frankfurt widersetzte sich diesem Ansinnen, und es kam zu einem mehrjährigen Verfahren, in dem Leo erneut Unterstützung von Erhard Lommatzsch erhielt. Der Kurator der Universität erkannte am 11. Juli 1961 an, dass Leo unter normalen Bedingungen am 1. Januar 1942 ordentlicher Professor geworden wäre, weshalb er berechtigt sei, die Bezeichnung „ordentlicher Professor emeritus“ zu führen. Ihm sollte es aber nicht erlaubt sein, Vorlesungen oder Seminare zu halten. Eine endgültige Einigung kam erst 1963 zustande: „1963 wurde er von der Universität Frankfurt rehabilitiert, indem er noch zum ordentlichen (emeritierten) Professor ernannt wurde.“

## Weitere Werke

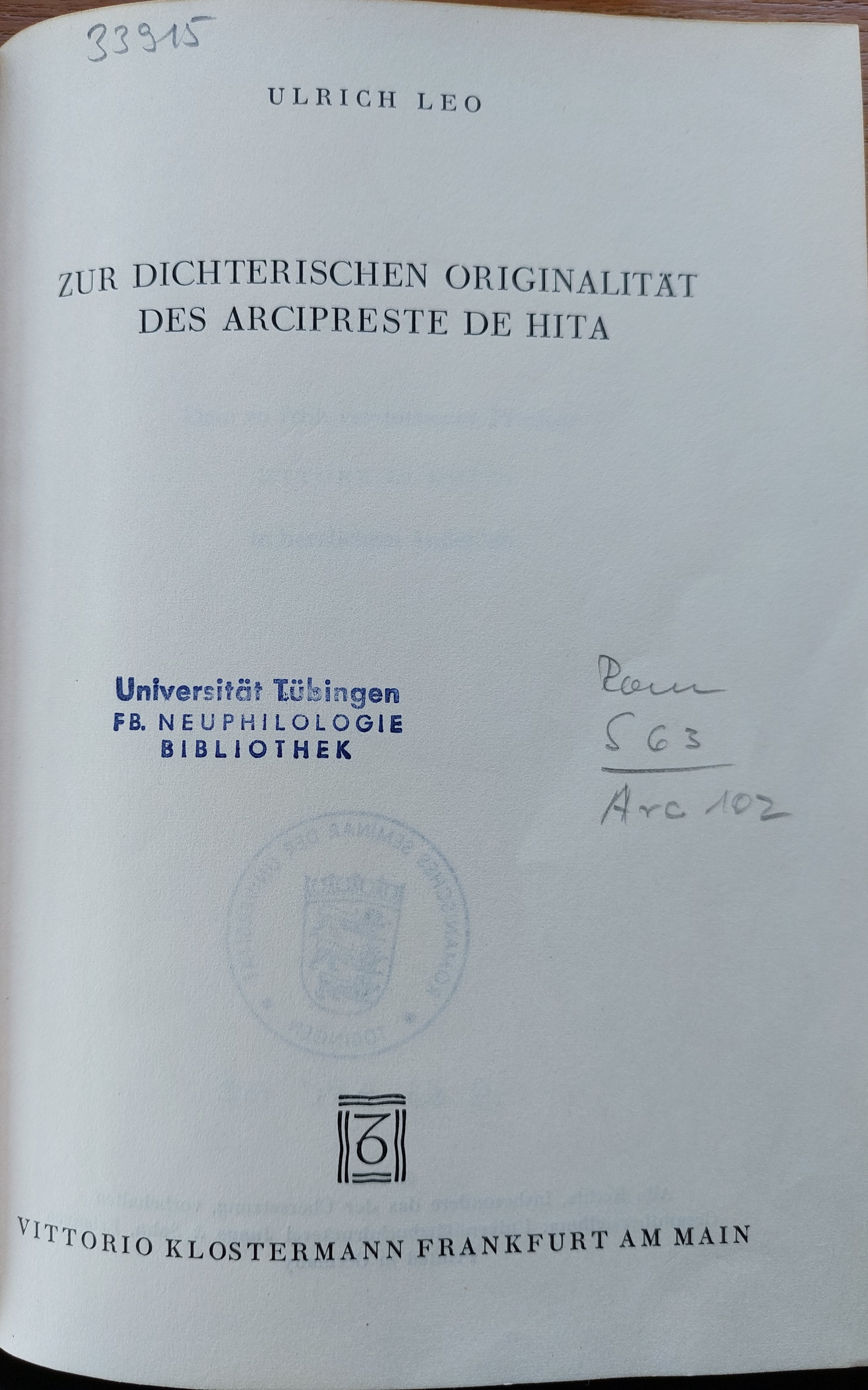
Arcipreste de Hita (1958)

- Fogazzaros Stil und der symbolistische Lebensroman, Heidelberg 1928.
- Estudios filológicos sobre letras Venezolanas, Caracas 1942.
- Torquato Tasso, Bern 1951.
- Rómulo Gallegos, México 1954, Caracas 1967.
- Sehen und Wirklichkeit bei Dante,  Frankfurt a. M. 1957.
- Zur dichterischen Originalität des Arcipreste de Hita, Frankfurt a. M. 1958.
- Interpretaciones hispanoamericanas, Santiago de Cuba 1960.
- Romanistische Aufsätze aus drei Jahrzehnten, Hg. Fritz Schalk, Köln 1966.
- Interpretaciones estilísticas, Caracas 1972.